# Molossops aequatorianus
Espèce
Synonymes
- Molossops (Cabreramops) aequatorianus Cabrera, 1917[1]

Statut de conservation UICN

 EN B1ab(iii) : En danger
Molossops aequatorianus est une espèce de chauve-souris de la famille des Molossidae.

## Répartition et habitat
Cette espèce est endémique à l'Équateur. Elle vit dans la forêt tropicale sèche.